# 퍼벡구

퍼벡구의 위치

퍼벡구(영어: Purbeck District)는 잉글랜드 도싯주에 위치한 비도시 자치구로 중심 도시는 웨어럼이며 인구는 45,679명(2014년 기준), 면적은 404.4km2이다.